# 田光烈
田光烈（1912年—2007年7月27日），名应炬，字光烈，以字行，贵州遵义人。曾任中国佛教协会咨议委员会委员、中国佛教文化研究所特约研究员、南京金陵刻经处研究员、闽南佛学院研究生导师，云南大学教授、南京大学教授。

## 生平
- 1943年由南京迁至重庆支那内学院，在内学院追随欧阳竟无和吕澂二位佛学大家学习佛学。
- 1956年到南京金陵刻经处，参与编撰斯里兰卡版《英文佛教百科全书——中国分卷》。
- 1977年调至南京大学，教授唯识。
- 1979年调回金陵刻经处。
- 1992年受南普陀寺方丈、闽南佛学院院长妙湛长老聘为闽南佛学院研究生班导师。
- 2007年7月27日凌晨4时20分逝世，世寿九十六岁。

## 著作
撰有《度牒在宋代社会经济中的地位》《玄奘及其哲学思想中之辩证法因素》《玄奘哲学研究》《佛法与书法》《论禅学》《玄奘大师与世间净化论》《印度大乘佛学概述》《佛法在世间不离世间觉》《<闺范>译注》《田光烈学术文集》等有关著作。